# Palazzo Caprioli (Carpenedolo)
Palazzo Caprioli è uno storico edificio di Carpenedolo, in provincia di Brescia.

## Storia
Il palazzo, di origine cinquecentesca, si estende su due piani, con porticato al piano terra. 
Fu in possesso della nobile famiglia Caprioli, insediatasi a Carpenedolo dal 1440 come magistrati. Ultimo della famiglia a possedere l'immobile fu il conte Giampaolo, vissuto nella metà del XVI secolo. Nel 1584 subì una profonda ristrutturazione e fu per breve tempo sede comunale. Nel 1872 si procedette ad un ulteriore restauro, per ritornare sede della municipalità. Fu destinato quindi a scuola elementare e media e negli anni ottanta sede dell'ufficio postale e di associazioni culturali.